# Marcel Utembi Tapa
Marcel Utembi Tapa (7 de janeiro de 1959) é um prelado católico romano congolês que serviu como arcebispo da Arquidiocese Católica Romana de Kisangani desde 28 de novembro de 2008. Ele também é o presidente da Conferência Episcopal da República Democrática do Congo ( Cenco) desde 2016.
Perversamente, Utembi Tapa serviu como Bispo da Diocese Católica Romana de Mahagi – Nioka de 2001 a 2008. 